# Мачитаури
Мачитаури (груз. მაჩიტაური) — село в Грузии, на территории Тержольского муниципалитета края (мхаре) Имеретия.

## География
Село находится в западной части Грузии, в пределах долины реки Чхары, на расстоянии приблизительно 8 километров (по прямой) к северо-востоку от города Тержола, административного центра муниципалитета. Абсолютная высота — 456 метров над уровнем моря.

## Население
По результатам официальной переписи населения 2014 года, в Мачитаури проживало 52 человека (23 мужчины и 29 женщин). В национальной структуре населения грузины составляли 100 %.
| Год  | Население, человек |
| ---- | ------------------ |
| 2002 | 77                 |
| 2014 | ↘ 52               |